# Van Johnson

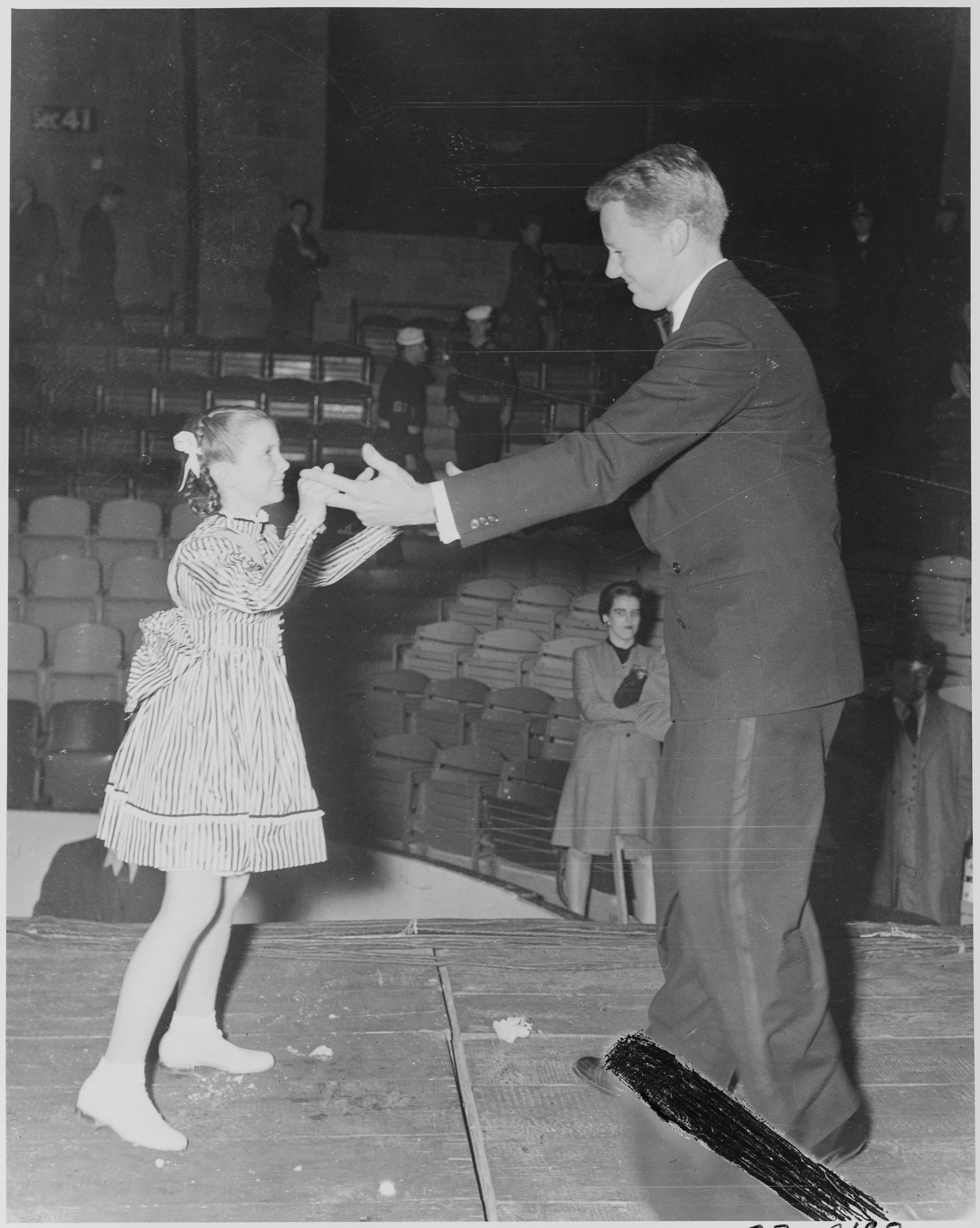
Van Johnson bei einem Ball mit Kinderstar Margaret O’Brien (1946)

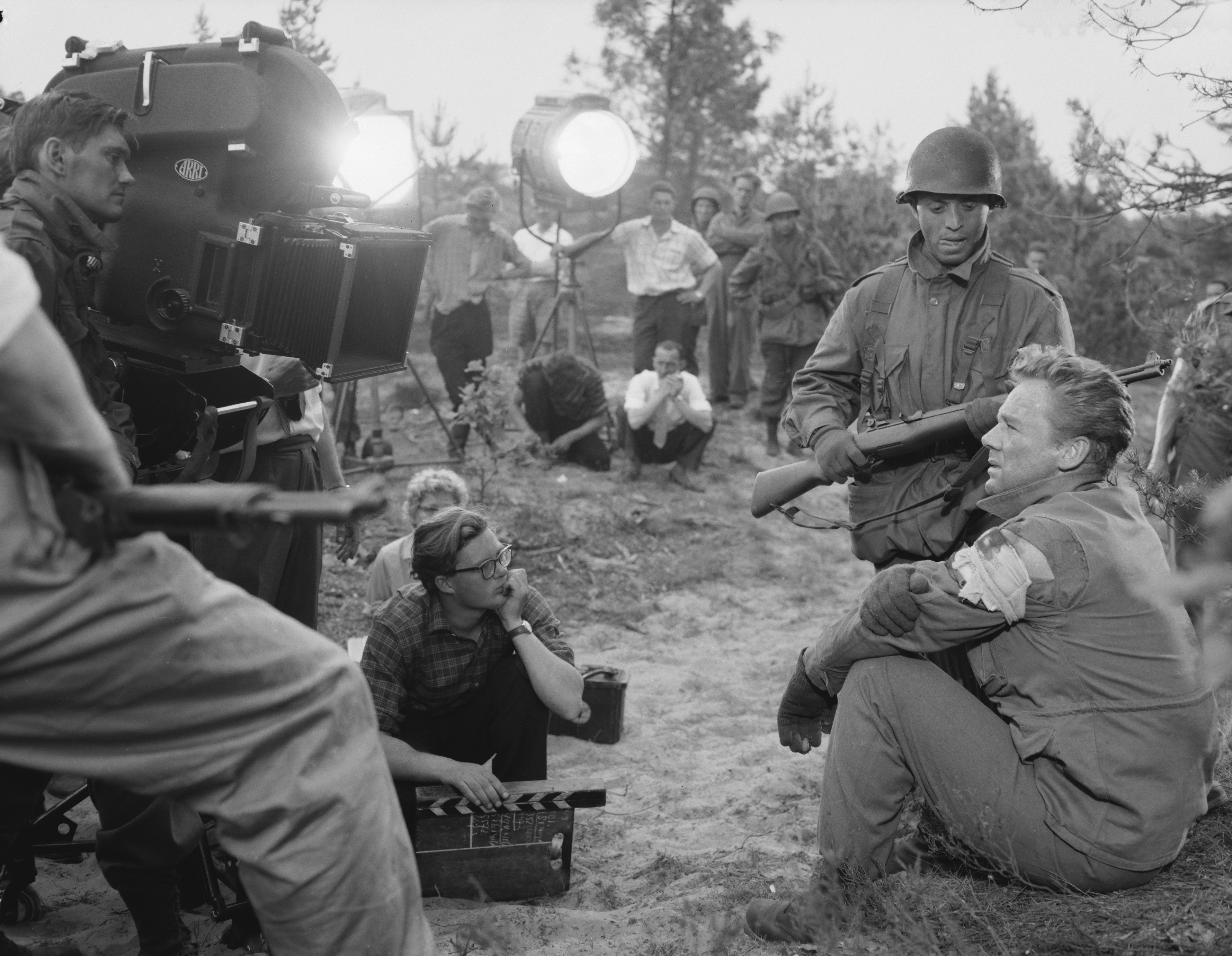
Van Johnson (rechts sitzend) beim Dreh von The Last Blitzkrieg (1958)

Van Johnson (* 25. August 1916 in Newport, Rhode Island, als Charles Van Dell Johnson; † 12. Dezember 2008 in Nyack, New York) war ein US-amerikanischer Schauspieler, der von den Jahren des Zweiten Weltkrieges bis in die 1950er-Jahre insbesondere durch Komödien und Musicals ein beliebter Hollywood-Star war.

## Leben
Johnson wuchs bei seinem Vater, einem Klempner, auf und trat während seiner Schulzeit bereits in Musicals auf. Nach einigen Erfolgen am Broadway  ging er mit einem Vertrag bei Metro-Goldwyn-Mayer nach Hollywood. Der großgewachsene, rothaarige Schauspieler profitierte von der Tatsache, dass zu diesem Zeitpunkt bereits fast alle etablierten Stars Dienst in der Armee leisteten. Johnson aber war nach einem Unfall, in den auch sein enger Freund Keenan Wynn verwickelt gewesen war und als dessen Folge er eine Metallplatte im Kopf tragen musste, dienstuntauglich. Eine seiner ersten Rollen hatte er als Ersatz für Lew Ayres in der Krankenhausfilmreihe Dr. Kildare neben Lionel Barrymore.

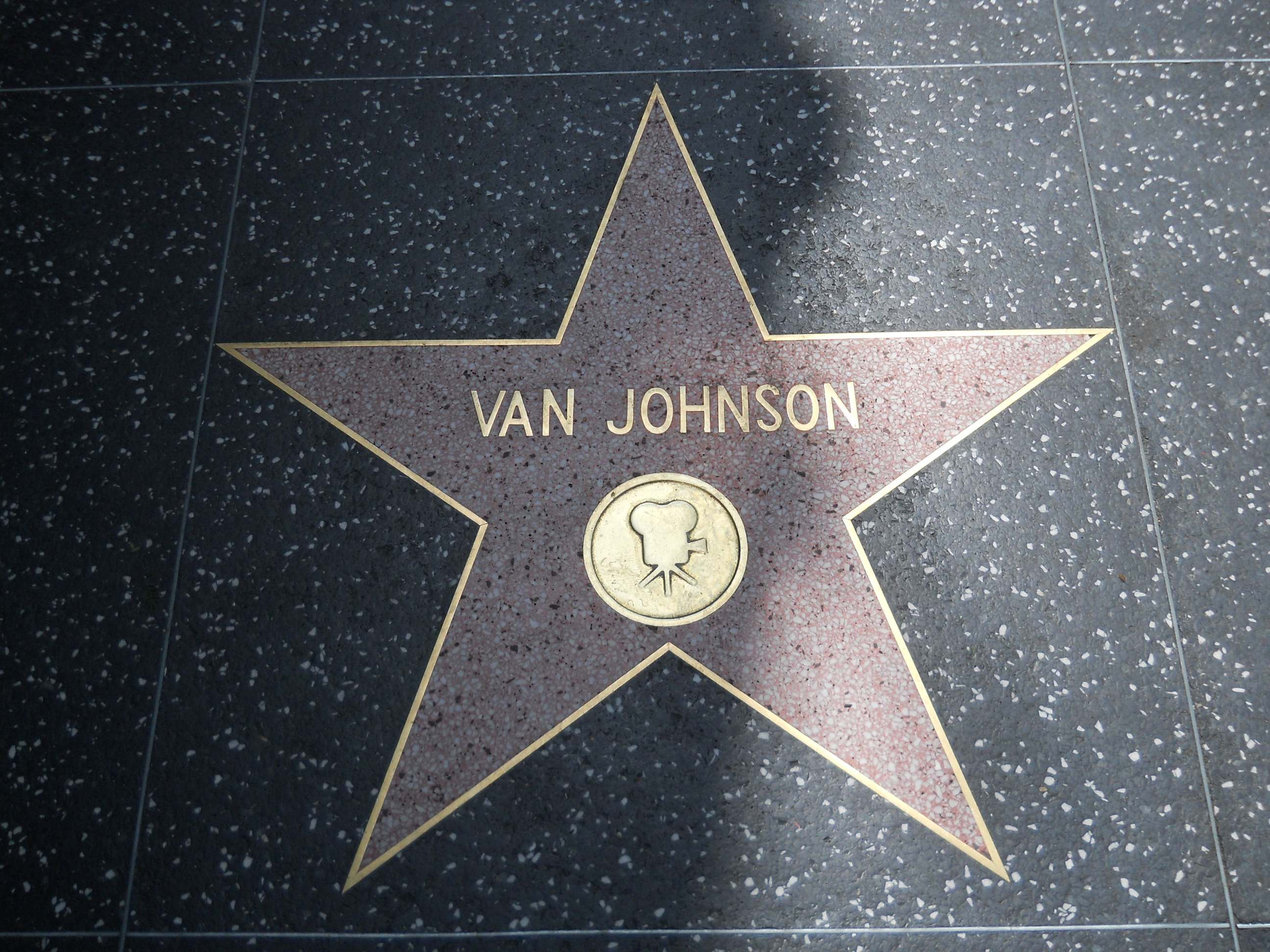
Van Johnsons Stern auf dem Hollywood Walk of Fame

Der Durchbruch gelang Johnson 1943 mit dem Kriegsfilm Kampf in den Wolken neben Spencer Tracy und Irene Dunne. Innerhalb von zwei Jahren stieg er von kleinen Nebenrollen, bei denen er oft den „netten jungen Mann von nebenan“ spielte, zu einem der zehn kassenträchtigsten Stars der Filmindustrie auf. Das Studio setzte ihn häufig neben June Allyson und Esther Williams in aufwändig produzierten Musicals und Romanzen ein. 1949 war er als Partner von Judy Garland in Damals im Sommer zu sehen.
Mit dem Kriegsende konnte Johnson seine Popularität zunächst noch einige Jahre halten. Als sie Anfang der 1950er-Jahre merklich nachließ, wandte Johnson sich auch dem dramatischen Fach zu. 1954 spielte er eine seiner besten Rollen neben Humphrey Bogart in dem Kriegsdrama Die Caine war ihr Schicksal und war auch in der Musicalverfilmung Brigadoon neben Gene Kelly zu sehen. Nach dem Ende seines Vertrages bei MGM war Johnson im Kino nur noch in Nebenrollen oder mittelmäßigen Filmen zu sehen, stattdessen drehte er aber vermehrt für das Fernsehen und hatte am Theater unter anderem mit dem Musical The Music Man Erfolg.
In den 1960er-Jahren spielte er seine letzten Hauptrollen in Hollywood und war ab dem Ende dieser Dekade in einigen italienischen Filmen zu sehen. Im Jahr 1976 war Johnson für seine Mitwirkung in der Fernsehserie Reich und Arm für einen Emmy nominiert, was die einzige Berücksichtigung für einen wichtigen Filmpreis in seiner Karriere blieb. Im Fernsehen war er in der Zeit danach unter anderem in drei Folgen der Krimiserie Mord ist ihr Hobby neben Angela Lansbury zu sehen, im Kino hatte er eine Nebenrolle in Woody Allens Tragikomödie The Purple Rose of Cairo. 1992 spielte er neben Fred Williamson in dem Thriller Three Days to a Kill seine letzte Kinorolle.
Johnson heiratete 1947 Eve Lynn Abbott (1914–2004), kurz nachdem diese sich von Johnsons engem Freund Keenan Wynn hatte scheiden lassen. Diese Ehe hielt bis 1961 und brachte eine Tochter hervor. Nach Angaben von Eve im Jahr 1999 war die Ehe von MGM-Boss Louis B. Mayer arrangiert worden, um Johnsons Homosexualität gegenüber der Öffentlichkeit zu verschleiern. Der Schauspieler starb 2008 als einer der letzten männlichen Kinostars seiner Zeit im Alter von 92 Jahren. Auf dem Hollywood Walk of Fame erhielt Johnson einen Stern, Höhe 6600 Hollywood Boulevard.

## Filmografie
Kinofilme
- 1942: Dr. Gillespie’s New Assistant
- 1943: Und das Leben geht weiter (The Human Comedy)
- 1943: Dr. Gillespie’s Criminal Case
- 1943: Madame Curie
- 1943: Kampf in den Wolken (A Guy Named Joe)
- 1944: Mein Schatz ist ein Matrose (Two Girls and a Sailor)
- 1944: Three Men in White
- 1944: Dreißig Sekunden über Tokio (Thirty Seconds Over Tokyo)
- 1944: Die weißen Klippen (The White Cliffs of Dover)
- 1945: Between Two Women
- 1945: Flitterwochen zu dritt (Thrill of a Romance)
- 1945: Weekend im Waldorf (Week-End at the Waldorf)
- 1946: Eine Falle für die Braut (Easy to Wed)
- 1946: Bis die Wolken vorüberzieh’n (Till the Clouds Roll By)
- 1948: Command Decision
- 1948: Der beste Mann (State of the Union)
- 1949: Der Liebesprofessor (Mother Is a Freshman)
- 1949: Sumpf des Verbrechens (Scene of the Crime)
- 1949: Damals im Sommer (In the Good Old Summertime)
- 1949: Kesselschlacht (Battleground)
- 1950: Von Katzen und Katern (The Big Hangover)
- 1950: Die Venus verliebt sich (Duchess of Idaho)
- 1951: Mein Mann will heiraten (Grounds for Marriage)
- 1951: Go for Broke!
- 1951: Zu jung zum Küssen (Too Young to Kiss)
- 1952: Geborgtes Glück (Invitation)
- 1952: Abenteuer in Rom (When in Rome)
- 1952: Schiff ohne Heimat (Plymouth Adventure)
- 1953: Eine Leiche auf Rezept (Remains to Be Seen)
- 1953: Du bist so leicht zu lieben (Easy to Love)
- 1954: Kampf am roten Fluß (Siege at Red River)
- 1954: Verwegene Landung (Men of the Fighting Lady)
- 1954: Die Caine war ihr Schicksal (The Caine Mutiny)
- 1954: Brigadoon (Brigadoon)
- 1954: Damals in Paris (The Last Time I Saw Paris)
- 1955: Das Ende einer Affaire (The End of the Affair)
- 1956: Gefangene des Stroms (The Bottom of the Bottle)
- 1956: 23 Schritte zum Abgrund (23 Paces to Baker Street)
- 1956: Tödlicher Skandal (Slander)
- 1957: Operation Tiger (Action of the Tiger)
- 1957: The Pied Piper of Hamelin
- 1959: The Last Blitzkrieg
- 1959: U-Bahn in den Himmel (Subway in the Sky)
- 1959: Hinter diesen Mauern (Beyond this Place)
- 1960: The Enemy General
- 1963: Ach Liebling … nicht hier! (Wives and Lovers)
- 1967: Scheidung auf amerikanisch (Divorce American Style)
- 1968: Wenn Engel reisen (Where Angels Go Trouble Follows!)
- 1968: Deine, meine, unsere (Yours, Mine and Ours)
- 1969: Blutiges Blei (Il Prezzo del potere)
- 1969: Stukas über London (La Battaglia d'Inghilterra)
- 1971: Das Auge der Spinne (L’occhio del ragno)
- 1979: Das Concorde Inferno (Concorde Affaire '79)
- 1979: Von Corleone nach Brooklyn (Da Corleone a Brooklyn)
- 1980: Die Entführung des Präsidenten (The Kidnapping of the President)
- 1982: Assassinio al cimitero etrusco
- 1985: The Purple Rose of Cairo
- 1986: Verschollen im Dschungel (Laggiù nella giungla)
- 1988: Taxi Killer
- 1989: Ausbruch aus dem Paradies (Fuga dal paradiso)
- 1989: Der Mörder-Alligator (Killer Crocodile)
- 1992: Three Days to a Kill

Fernsehen
- 1957: Der Rattenfänger von Hameln (The Pied Piper of Hamelin)
- 1959: Abenteuer im wilden Westen (Zane Grey Theater; Fernsehserie)
- 1966: Der Flug des Schreckens (The Doomsday Flight)
- 1976: Reich und Arm (Rich Man, Poor Man)
- 1984–1990: Mord ist ihr Hobby (Murder, She Wrote; Fernsehserie, drei Folgen)